# Bactra (geslacht)
Bactra is een geslacht van vlinders van de familie van de bladrollers (Tortricidae).

## Soorten
- B. ablabes Turner, 1946
- B. aciculata Diakonoff, 1963
- B. adelographa Diakonoff, 1983
- B. adelpha Diakonoff, 1963
- B. adoceta Diakonoff, 1964
- B. albipuncta Heinrich, 1926
- B. aletha Diakonoff, 1963
- B. alexandri Diakonoff, 1962
- B. ametra Diakonoff, 1983
- B. amseli Diakonoff, 1959
- B. angulata Diakonoff, 1956
- B. anthracosma Turner, 1916
- B. atopa Diakonoff, 1989
- B. bactrana (Kennel, 1901)
- B. blepharopis Meyrick, 1911
- B. boesemani Diakonoff, 1956
- B. boschmai Diakonoff, 1956
- B. calamoplecta Meyrick, 1934
- B. capnopepla Turner, 1946
- B. cerata (Meyrick, 1909)
- B. clarescens Meyrick, 1911
- B. clarkei Diakonoff, 1964
- B. commensalis Meyrick, 1922
- B. confusa Diakonoff, 1963
- B. contraria Diakonoff, 1956
- B. copidotis Meyrick, 1909
- B. coronata Diakonoff, 1950
- B. crithopa Diakonoff, 1957
- B. cultellana Zeller, 1877
- B. chariessa Diakonoff, 1964
- B. diakonoffi Amsel, 1958
- B. difissa Diakonoff, 1964
- B. distinctana Mabille, 1900
- B. dolia Diakonoff, 1963
- B. egenana Kennel, 1901
- B. endea Diakonoff, 1963
- B. erasa Meyrick, 1928
- B. erema Diakonoff, 1964
- B. eurysticha Turner, 1946
- B. extrema Diakonoff, 1962
- B. fasciata Diakonoff, 1963
- B. festa Diakonoff, 1959
- B. fracta Diakonoff, 1964
- B. furfurana (Haworth, 1811) - getekende biesbladroller
- B. fuscidorsana Zeller, 1877
- B. geraropa Meyrick, 1931
- B. helgei Aarvik, 2008
- B. helophaea Meyrick, 1928
- B. honesta Meyrick, 1909
- B. hostilis Diakonoff, 1956
- B. jansei Diakonoff, 1963
- B. kostermansi Diakonoff, 1956
- B. lacteana Caradja, 1916 - schijnbiesbladroller
- B. lancealana (Hübner, 1799) - gewone biesbladroller
- B. lanceolana (Hübner, 1796)
- B. legitima Meyrick, 1911
- B. leucogama Meyrick, 1909
- B. limitata Diakonoff, 1956
- B. loeligeri Diakonoff, 1956
- B. longinqua Diakonoff, 1959
- B. lonina Diakonoff, 1959
- B. magnei Aarvik, 2008
- B. maiorina Heinrich, 1923
- B. meridiana Diakonoff, 1956
- B. metriacma Meyrick, 1909
- B. minima Meyrick, 1909
- B. misoolensis Diakonoff, 1956
- B. nea Diakonoff, 1964
- B. nesiotis Diakonoff, 1963
- B. neuricana Zeller, 1877
- B. noteraula Walsingham, 1907
- B. oceani Diakonoff, 1956
- B. ochrographa Diakonoff, 1989
- B. optanias Meyrick, 1911
- B. orbicula Diakonoff, 1956
- B. perisema Diakonoff, 1964
- B. phaeopis Meyrick, 1911
- B. phaulopa Meyrick, 1911
- B. philocherda Diakonoff, 1964
- B. priapeia Heinrich, 1923
- B. psammitis Turner, 1916
- B. punctistrigana Mabille, 1900
- B. pythonia Meyrick, 1909
- B. rhabdonoma Diakonoff, 1963
- B. robustana (Christoph, 1872) - zeebiesbladroller
- B. salpictris Diakonoff, 1963
- B. sardonia (Meyrick, 1908)
- B. scalopias Meyrick, 1911
- B. scrupulosa Meyrick, 1911
- B. seria Meyrick, 1917
- B. sideritis (Meyrick, 1905)
- B. simpliciana Chrétien, 1915
- B. sinassula Diakonoff, 1963
- B. sinistra Heinrich, 1926
- B. solivaga Diakonoff, 1956
- B. sordidata Diakonoff, 1963
- B. spinosa Diakonoff, 1963
- B. stagnicolana Zeller, 1852
- B. stramenticia Diakonoff, 1953
- B. straminea (Butler, 1881)
- B. suedana Bengtsson, 1989 - noordelijke biesbladroller
- B. testudinea Turner, 1916
- B. tornastis Meyrick, 1909
- B. tradens Diakonoff, 1963
- B. transvola Meyrick, 1924
- B. triceps Diakonoff, 1963
- B. trimera Diakonoff, 1963
- B. tylophora Diakonoff, 1963
- B. vaga Diakonoff, 1964
- B. venosana (Zeller, 1847)
- B. verutana Zeller, 1876